# 4912 Emilhaury
4912 Emilhaury је астероид главног астероидног појаса чија средња удаљеност од Сунца износи 2,302 астрономских јединица (АЈ).
Апсолутна магнитуда астероида је 13,4.